# Gellò
Gellò (Γελλώ o Γελώ) è una figura mitologica minore del vicino Oriente e dell'Europa.

## Fonti

### Antica Grecia
Zenobio cita un frammento di Saffo in cui vien detto che 
Il Suda riprende la denominazione saffica. Gellò è anche citata negli scholia in Teocrito e nel lessicografo di Esichio di Alessandria.

### Antica Roma
Nel mondo romano lo strige ha la fama di essere volante che sugge il sangue dai neonati, il che potrebbe collegarsi al Gellò, in particolare per il nome Strigla che assunse successivamente (vd. sotto).

### Era bizantina
La leggenda persiste nel tempo, oltre l'epoca bizantina.
Leone Allacci scrive i dodici nomi e mezzo del Gellò, che avevano una funzione apotropaica, difatti si pensava che avrebbero protetto dall'essere colui che li pronunciava: Gylo, Morrha, Byzo, Marmaro, Petasia, Pelagia, Bordona, Apleto, Chomodracaena, Anabardalea, Psychoanaspastria, Paedopniktria, Strigla. I nomi etimologicamente spiegano cosa il Gellò facesse ed altre caratteristiche demoniache: Anapletos (innumerabile, senza limiti), Paedopniktria (soffocatore di bambini), Byzo (da Abyzou, abisso), Pelagia (idem in senso marino). L'opinione popolare precedente ad Allacci ascriveva al Gellò "l'attaccare ed uccidere i neonati", "il succhiare il sangue e divorare i fluidi vitali che si trovano nel piccolo infante", "il rapire il bambino dalla stanza per divorarlo". Secondo una storia tramandata da Allacci il Gellò (o Gelu, Gillo, Gello) sarebbe stato sconfitto dai Santi Sissinio e Sisinodoro.